# Ascoidea
Ascoidea (лат.) — надсемейство клещей из отряда Mesostigmata надотряда Parasitiformes. Насчитывают более 700 видов. Представители семейства Ameroseiidae живут в лесной подстилке, в гниющих растительных остатках, в муравейниках, в гнёздах птиц и млекопитающих, на насекомых и растениях.

## Классификация
Более 700 видов. Классификация по Beaulieu (2011)
- Надсемейство Ascoidea Voigts & Oudemans, 1905 (3 семейства, более 700 видов)
  - Ameroseiidae Evans, in Hughs, 1961 (10 родов, 148 видов)
  - Ascidae Oudemans, 1905 (17, 338; Arctoseius koltschaki)
  - Melicharidae Hirschmann, 1962 (12, 201)[2]

Ранее в широком таксономическом объёме включало также:
- Halolaelapidae Karg, 1965 (в Rhodacaroidea)
- Otopheidomenidae Treat, 1955 (в Phytoseioidea)
- Phytoseiidae Berlese, 1916 (в Phytoseioidea), более 2000 видов
- Podocinidae Berlese, 1913 (в Phytoseioidea)